# 2010年美国股市闪崩事件

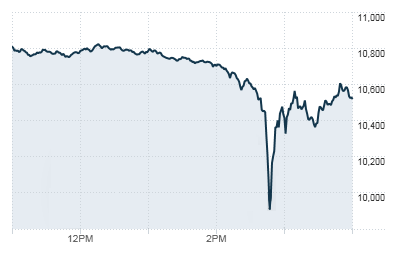
闪崩当日道琼斯指数

2010年美国股市闪崩事件，简称2010年闪崩事件（2010 flash crash），是发生于2010年5月6日的一次美国股票市场崩溃事件，开始于美国东部时间当日下午2时32分，持续了大约36分钟。道琼斯工业平均指数在这段时间内由10,460点开始急剧下跌，在五分钟之内跌至9,870点附近，不过几分钟后又迅速回升。事件源于位于英国的一位名叫纳文德·辛·萨劳（Navinder Singh Sarao）的交易员通过高频交易短时间大量下单卖出操控指数。五年后，他在英国被抓获，然后被引渡至美国以控电信及商品交易诈欺罪指控。